# Casa Magraner
La casa Magraner, situada en la localidad de Sóller (Mallorca) es una edificación de estilo modernista mandada construir por Juan Magraner, propietario de una sociedad comercial, y se data, según una inscripción de la fachada, en 1911.
El autor del proyecto no se ha podido identificar puesto que no se han encontrado planos originales ni otros documentos que aporten datos sobre la autoría. En opinión del historiador Miguel Seguí, la atribución a Joan Rubió i Bellver o a Antoni Gaudí es poco probable. Este mismo autor la define estilísticamente, sobre todo la fachada, como una obra modernista barroquizante.

## Descripción
La casa Magraner es en una obra muy singular puesto que, excepcionalmente, en Mallorca, presenta una unidad estilística entre el interior y el exterior, característica tan propia del modernismo en sus manifestaciones del Art Nouveau francés y belga o del modernismo catalán. 
Se trata de una vivienda unifamiliar entre medianeras situada en una de las más características calles de Sóller. El inmueble consta de planta baja, planta sótano, planta principal, planta porche y cubierta inclinada, así como patio-jardín posterior. 
La fachada principal presenta una organización tradicional a partir de tres ejes verticales con tres huecos por planta, expresando el modernismo a partir de los materiales y su tratamiento. 
El material empleado es piedra caliza de Sóller de color gris y destaca un gran balcón de hierro forjado con motivos ondulantes que recorre todo el primer piso. Todo el conjunto está rematado por una balaustrada de piedra y hierro forjado con decoración vegetal. 
Los elementos del interior conforman un aspecto ambiental unitario, destacando las vidrieras esmeriladas con ornamentación geométrica y vegetal, los suelos decorados a base de azulejos que forman composiciones naturalísticas y geométricas, los techos con profusión de relieves de yeso que conforman motivos vegetales, el revestimiento de las paredes con papel pintado y el mobiliario conservado en diferentes habitaciones y en la sala comedor.

## Fuente
- Este artículo incluye contenido derivado de una disposición relativa al proceso de protección, incoación o declaración de un bien cultural o natural publicada en el BOE n.º 41 el 16 de febrero de 2001 (texto), el cual está libre de restricciones conocidas en virtud del derecho de autor de conformidad con lo dispuesto en el artículo 13 de la Ley de Propiedad Intelectual española.

- Datos: Q5689937